# Look (Song for Children)
«Look» (en las etiquetas de las cintas de las sesiones figura como "I Ran") es una composición escrita por Brian Wilson para el grupo estadounidense The Beach Boys, como intención de una potencial pista para el álbum conceptucal SMiLE que fue cancelado en 1967. Debido a la escasa información y a la pérdida de cintas, "Look" es hoy en día solo una pista instrumental sin mayores datos.
En 2004, "Look" fue reescrita por Van Dyke Parks (socio y letrista original del proyecto SMiLE en 1967) como "Song for Children", y fue editada en el álbum solista de Brian Wilson, Brian Wilson Presents Smile en 2004.

## Composición
La canción iba a titularse "Look", pero durante las sobregrabaciones vocales posteriores se marcó como "I Ran" en la caja de la cinta. Esta cinta se perdió, por lo que se desconoce cuál era el arreglo vocal de la canción de 1966. Una explicación para el título "I Ran" se puede atribuir a la respuesta a una pregunta lírica repetida que ocurre en "Cabinessence" ("Who ran the iron horse?", en español: "¿Quién dirigió el caballo de hierro?").
Poniendo énfasis en glockenspiel, clavicordio, y golpeando toms de piso, la pista instrumental tiene algunas similitudes melódicas y estilísticas con el penúltimo fugato de coro de la reciente "Good Vibrations" de Brian Wilson. "Look" se ensayo desde el principio en las sesiones de SMiLE, siendo la segunda canción trabajada después de "Good Vibrations", y posiblemente se trata de un subproducto de aquella canción derivada de su ardua gestación. Una sección prominente de la canción hace referencia a la icónica apertura de la pieza americana de ragtime "Twelfth Street Rag", según el tema persistente del álbum americano. Las sobregrabaciones vocales se grabaron el 13 de octubre de 1966.
De acuerdo con Darian Sahanaja en su lugar en las actuaciones de SMiLE de 2004 por Wilson: "Estaba armando las cosas en Pro Tools para mostrarle a Brian. Dejé 'Wonderful' junto a 'Look', y lo escuchamos. A Brian se le iluminaron los ojos y dijo 'Así es. Así es como lo haremos, lo haré!'". Van Dyke Parks más tarde suministró letras que se cantaron en la superposición de las armonías para establecer conexiones con otras canciones del álbum, especialmente las del segundo movimiento, y se renombró "Look" a "Song for Children". En esta versión, la sección "Twelfth Street Rag" no se realiza. Así "Song for Children" sirvió como enlace entre "Wonderful" y "Child is father to the man", siendo así la segunda canción del segundo movimiento del álbum.
Para The Smile Sessions, las voces de la grabación de "Surf's Up" de The Beach Boys en 1971 se mezclaron digitalmente en la pista de forma similar a como se arreglaron para Brian Wilson Presents Smile.